# Paraclinus monophthalmus
Paraclinus monophthalmus är en fiskart som först beskrevs av Günther, 1861.  Paraclinus monophthalmus ingår i släktet Paraclinus och familjen Labrisomidae. IUCN kategoriserar arten globalt som livskraftig. Inga underarter finns listade i Catalogue of Life.